# Cratystylis
Cratystylis es un género de plantas con flores perteneciente a la familia de las asteráceas. Comprende 4 especies descritas y aceptadas.

## Taxonomía
El género fue descrito por Spencer Le Marchant Moore y publicado en Journal of Botany, British and Foreign: 138, t. 471, 1905. La especie tipo no ha sido asignada.
Etimología
Cratystylis: nombre genérico que proviene del griego kratys que significa "fuerte" y stylos que significa "estilo": alusivos al estilo más bien grueso y rígido.

## Especies
A continuación se brinda un listado de las especies del género Cratystylis aceptadas hasta julio de 2012, ordenadas alfabéticamente. Para cada una se indica el nombre binomial seguido del autor, abreviado según las convenciones y usos.
- Cratystylis centralis Albr. & Paul G.Wilson
- Cratystylis conocephala (F.Muell.) S.Moore
- Cratystylis microphylla S.Moore
- Cratystylis subspinescens S.Moore